# ヘイニウド・マンダーヴァ
- ヘイニウド
- レイニルド

ヘイニウド・イスナルド・マンダーヴァ（Reinildo Isnard Mandava，1994年1月21日 - ）は、モザンビーク・ベイラ出身のサッカー選手。プレミアリーグ・サンダーランド所属。モザンビーク代表。ポジションはDF。
アトレティコ・マドリードでの登録名は、ファーストネームのヘイニウド。

## クラブ経歴
ベイラに生まれ、2012年に地元クラブのフェロヴィアリオ・ダ・ベイラでサッカー選手としてのキャリアをスタートさせた。同クラブでプロデビューを果たし、在籍中にモザンビークカップを2度制した。2015年12月28日、ポルトガルに渡ってSLベンフィカと契約し、Bチームへの登録が決まった。Bチームではリーグ戦1試合にのみ出場した。その後は出場機会を得るため、2017年1月にADファフェ、2017-18シーズンにはセグンダ・リーガのSCコヴィーリャへとレンタル移籍をし、選手としての経験を積んだ。
2018年7月8日、リーガNOSのベレネンセスSADに移籍した。加入後すぐにレギュラーに定着したが、冬の移籍市場でリーグ・アンのリールOSCにシーズン終了後の買い取りオプション付きでレンタル移籍をした。2018-19シーズン終了前の5月31日、リール側は買い取りオプションを行使し、マンダーヴァのリール完全移籍が決定した。翌2020-21シーズンは定位置を確保し、クラブのリーグとトロフェ・デ・シャンピオンの2冠達成に貢献し、2022年1月9日のFCロリアン戦ではリールでの初ゴールを挙げた。
2022年1月31日、ラ・リーガのアトレティコ・マドリードに移籍し、3年半契約を交わした。2023年2月25日、この日のマドリードダービーで先発出場したが、前半23分にフェデリコ・バルベルデとボールを競った際に右膝の前十字靭帯を断裂し、担架に乗せられてピッチを後にした。負傷後の精密検査の結果では少なくとも6ヶ月の離脱を強いられると診断され、2022-23シーズンの残り全試合を棒にふることとなった。2023-24シーズンも前半戦は復帰するためのトレーニングに費やし、負傷から約11ヶ月後の12月23日、セビージャFCとの試合にて後半25分から途中出場して見事大怪我を克服した。また、大怪我から復帰後3試合目のラージョ・バジェカーノではアトレティコ・マドリードにおける初ゴールをセットプレーからのヘディングで記録し、2-1での勝利に貢献している。
2025年7月8日、サンダーランドに2年契約で移籍した。

## 人物
・自身が11歳の時に元サッカー選手で、当時はサッカー指導者として働いていた父親を亡くし、2015年には母親を病によって失った。
・母国モザンビークの独立記念日である2021年6月25日、フィリペ・ニュシ大統領より、これまでのサッカーにおける功績を讃えるため、スポーツ功労賞がヘイニウドに対して贈られた。。

## 個人成績

### クラブ
| クラブ                   | シーズン     | リーグ戦           | リーグ戦 | リーグ戦 | 国内カップ | 国内カップ | リーグカップ | リーグカップ | 国際大会 | 国際大会 | その他 | その他 | 合計 | 合計 |
| クラブ                   | シーズン     | ディビジョン       | 出場     | 得点     | 出場       | 得点       | 出場         | 得点         | 出場     | 得点     | 出場   | 得点   | 出場 | 得点 |
| ------------------------ | ------------ | ------------------ | -------- | -------- | ---------- | ---------- | ------------ | ------------ | -------- | -------- | ------ | ------ | ---- | ---- |
| ベンフィカB              | 2016-17      | リーガ・プロ       | 1        | 0        | -          | -          | -            | -            | -        | -        | -      | -      | 1    | 0    |
| ファフェ (loan)          | 2016-17      | リーガ・プロ       | 16       | 1        | 0          | 0          | 0            | 0            | -        | -        | -      | -      | 16   | 1    |
| コヴィーリャ (loan)      | 2017-18      | リーガ・プロ       | 30       | 4        | 0          | 0          | 1            | 0            | -        | -        | -      | -      | 31   | 4    |
| ベレネンセス (loan)      | 2018-19      | プリメイラ・リーガ | 16       | 0        | 1          | 0          | 2            | 1            | -        | -        | -      | -      | 19   | 1    |
| リール (loan)            | 2018-19      | リーグ・アン       | 3        | 0        | -          | -          | -            | -            | -        | -        | -      | -      | 3    | 0    |
| リール                   | 2019-20      | リーグ・アン       | 16       | 0        | 2          | 0          | 2            | 0            | 2        | 0        | -      | -      | 22   | 0    |
| リール                   | 2020-21      | リーグ・アン       | 29       | 0        | 0          | 0          | -            | -            | 6        | 0        | -      | -      | 35   | 0    |
| リール                   | 2021-22      | リーグ・アン       | 18       | 1        | 2          | 0          | -            | -            | 6        | 0        | 1      | 0      | 27   | 1    |
| リール                   | 通算         | 通算               | 63       | 1        | 4          | 0          | 2            | 0            | 14       | 0        | 1      | 0      | 84   | 1    |
| アトレティコ・マドリード | 2021-22      | ラ・リーガ         | 17       | 0        | -          | -          | -            | -            | 4        | 0        | -      | -      | 21   | 0    |
| アトレティコ・マドリード | 2022-23      | ラ・リーガ         | 22       | 0        | 5          | 0          | -            | -            | 6        | 0        | -      | -      | 33   | 0    |
| アトレティコ・マドリード | 2023-24      | ラ・リーガ         | 16       | 2        | 2          | 0          | -            | -            | 1        | 0        | 0      | 0      | 19   | 2    |
| アトレティコ・マドリード | 通算         | 通算               | 55       | 2        | 7          | 0          | -            | -            | 11       | 0        | 0      | 0      | 73   | 2    |
| キャリア通算             | キャリア通算 | キャリア通算       | 184      | 8        | 12         | 0          | 4            | 1            | 25       | 0        | 1      | 0      | 226  | 9    |

### 代表
試合数
- 国際Aマッチ 39試合4得点（2014年 - ）

| モザンビーク代表 | 国際Aマッチ | 国際Aマッチ |
| 年               | 出場        | 得点        |
| ---------------- | ----------- | ----------- |
| 2014             | 1           | 0           |
| 2015             | 2           | 2           |
| 2016             | 1           | 0           |
| 2017             | 1           | 0           |
| 2018             | 4           | 0           |
| 2019             | 5           | 0           |
| 2020             | 2           | 0           |
| 2021             | 6           | 0           |
| 2022             | 4           | 0           |
| 2023             | 4           | 2           |
| 通算             | 39          | 4           |

得点数
| # | 開催日        | 開催地                                     | 対戦国     | スコア | 結果 | 大会                                             |
| - | ------------- | ------------------------------------------ | ---------- | ------ | ---- | ------------------------------------------------ |
| 1 | 2015年6月20日 | ベイラ、エスタディオ・ド・フェロヴィアリオ | セーシェル | 2-0    | 5-1  | アフリカネイションズチャンピオンシップ2016・予選 |
| 2 | 2015年7月4日  | ヴィクトリア、スタッド・リニテ             | セーシェル | 0-4    | 0-4  | アフリカネイションズチャンピオンシップ2016・予選 |
| 3 | 2024年1月6日  | ヨハネスブルグ、FNBスタジアム              | レソト     | 1-0    | 2-0  | 親善試合                                         |
| 4 | 2024年1月22日 | アビジャン、アラサン・ワタラ・スタジアム   | ガーナ     | 2-2    | 2-2  | アフリカネイションズカップ2023                   |

## タイトル

### クラブ
リール
- リーグ・アン: 2020-21
- トロフェ・デ・シャンピオン: 2021